# Apiogaster femoralis
Apiogaster femoralis là một loài bọ cánh cứng trong họ Cerambycidae.